# 실물경제
실물경제(實物經濟, 영어: real economy)는 경제 시스템 중 소비재나 투자재의 생산, 분배와 관련된 부분으로 재화와 서비스를 말한다. 실물 경제에서 파생되는 자산경제 등은 포함시키지 않으며, 보다 흐름에 관련된 것을 가리킨다. 또한 상품 시장, 노동 시장, 화폐 시장 중 특히 상품 시장과 노동 시장에 관련된 것을 가리킨다.
반대어는 화폐경제, 금융경제, 자산경제(資産經濟)이다.

## 개요
경제 중에서 GDP 등에서 계측되는 부가가치의 생산, 분배 기구를 가리킨다.
자산경제는 이러한 실물경제의 금리나 이익으로부터 파생되어 성립된다. 자산경제는 파생물이지만 실물경제에 깊은 영향을 미친다.

## 같이 보기
- 실체